# Avaviken
Avaviken (umesamiska: Luakttamåhkkie), tidigare Afvaviken, även Storavaviken, by vid Storavan i Arvidsjaurs kommun i Norrbottens län (Lappland). Byn låg längs transportleden mellan Nasafjälls silververk och hamnarna vid Bottenvikens kust.
År 1645 fick lappfogden Olof Jonsson i uppdrag av landshövdingen att "vid Storavaviken strax i sommar låta uppresa en vacker träkyrka". Samtidigt uppfördes ett kapell i Gråträsk som blev annex under Storavavikens kyrka. Det är inte känt om någon särskild präst var förordnad till dessa kyrkor.
När Nasafjälls silververks anläggningar förstördes av dansk-norska trupper 1659 förlorade kapellet sin betydelse. År 1740 var kapellet öde och helt förfallet.
Innan landsvägen mellan Arvidsjaur och Arjeplog byggdes 1902 gick trafiken på väg sträckan Arvidsjaur–Avaviken, och sedan med båt på Storavan och Uddjaure till Arjeplog.
Avaviken har en järnvägsstation längs Inlandsbanan.